# Frank A. McClintock
Frank Ambrose McClintock (* 2. Januar 1921 in Saint Paul, Minnesota; † 20. Februar 2011 in Needham, Massachusetts) war ein US-amerikanischer Ingenieurwissenschaftler.
McClintock studierte am Massachusetts Institute of Technology (mit Bachelor- und Master-Abschluss) und wurde 1950 am Caltech promoviert. 1949 wurde er Assistant Professor, 1955 Associate Professor und 1959 Professor für Maschinenbau (Mechanical Engineering) am MIT. 1990 emeritierte er.
Er gilt als Pionier in der Zusammenführung von Angewandter Mechanik und Materialwissenschaft, zum Beispiel bei der Untersuchung von Ermüdungsbrüchen mit vorheriger plastischer Deformation.
2004 erhielt er die Daniel C. Drucker Medal, 1978 die Nadai Medal, die Howe Medal, die Griffith Medal der European Structural Integrity Society und 1956 den James Clayton Prize der Institution of Mechanical Engineers in Großbritannien. Er war Ehrendoktor der University of Glasgow sowie Mitglied der National Academy of Engineering und der American Academy of Arts and Sciences (1961).

## Schriften
- mit Ali S. Argon: Mechanical Behaviour of Materials, Addison-Wesley 1966